# Конаковский краеведческий музей
Конако́вский краеведческий музей — музейное пространство, в котором отражена история края от времени его заселения человека до наших дней. В экспозиции представлены: природа края, физико-географическая характеристика, сведения о природных объектах.
Является филиалом Тверского государственного объединённого музея.

## История
Музей был открыт для посетителей в апреле 1990 года. До этого в Конаково существовал общественный музей, созданный в 1981 году группой краеведов во главе с Владимиром Дмитриевичем Трубиным (1909—1996).

## Экспозиция
Материалы из археологических исследований курганных могильников у деревень Загорье, Заборье, Глинники и селищ характеризуют культуру населения края в древнерусское время и средневековье. Эпоха бронзы представлена находками из Тургиновского могильника Фатьяновской культуры — глиняными сосудами, каменными топорами, кремнёвыми орудиями труда и оружием. Особую ценность представляет бронзовая цепочка с языческими амулетами — коньком, ложечкой, костяной привеской. Здесь же хранятся тверские монеты XV века. О развитии края в период позднего феодализма (XVIII- середины XIX вв.) свидетельствуют копии уникальных документов, хранящихся в центральных архивах страны, портреты, книги, связанные с именами выдающихся людей, имевших непосредственное отношение к его истории.
В экспозиции можно увидеть карту путешествия императрицы Екатерины II по Волге в 1767 г., с которым связано первое письменное упоминание села Корчева.
В экспозиции, посвященной периоду капитализма, — предметы крестьянского труда и быта второй половины XIX — начала XX века.

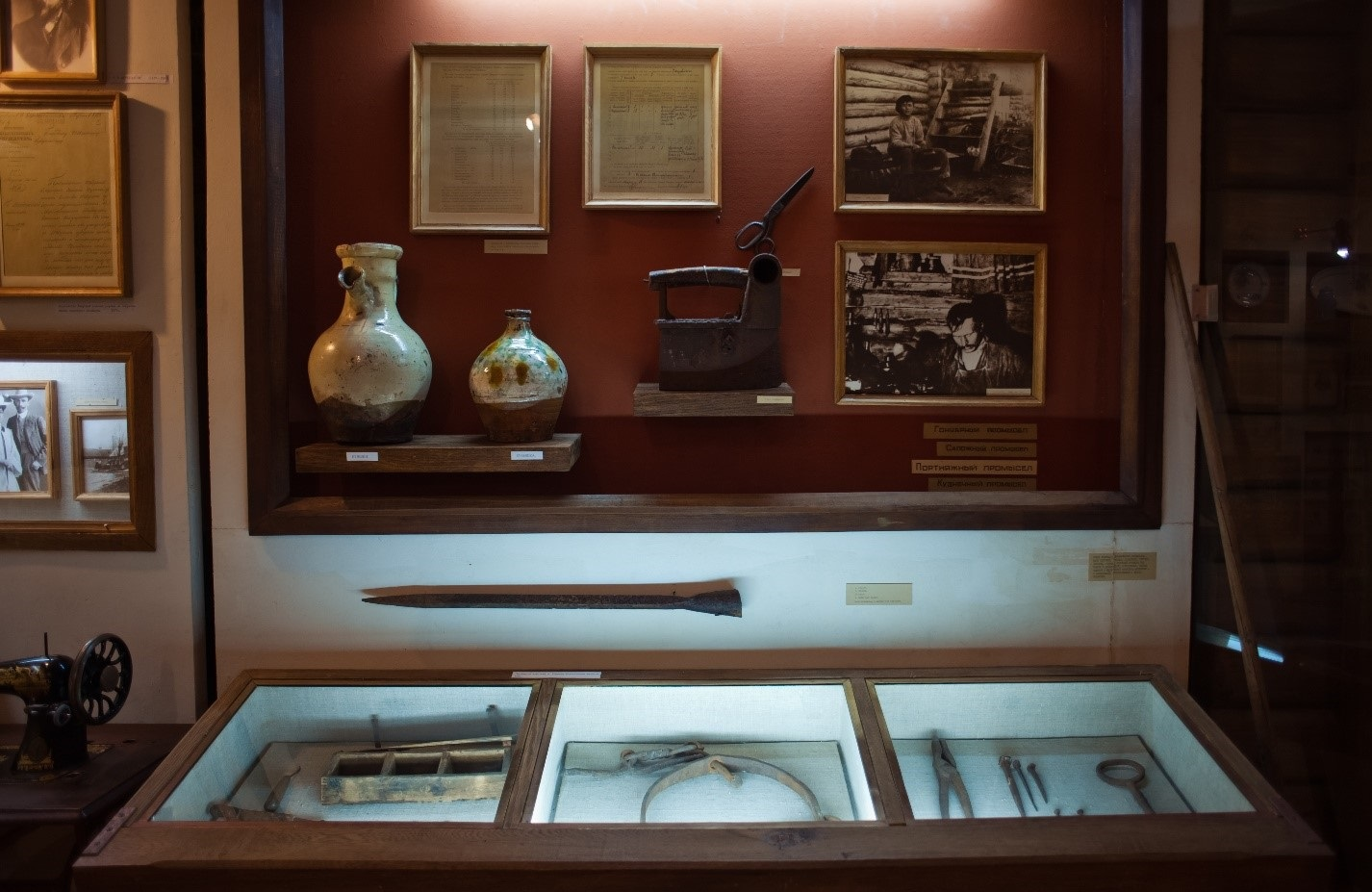
Экспозиция Конаковского краеведческого музея

Раздел экспозиции, посвященной истории советского общества, открывается материалами об установлении Советской власти в Корчевском уезде Тверской губернии.
Большое место в экспозиции отведено довоенному периоду. В различных по характеру экспонатах нашли свое отражение развитие промышленности и транспорта.
Карты, фотографии, документы, личные вещи участников войны, остатки оружия с места боев предметы быта рассказывают о тяжелых годах Великой Отечественной войны на территории района в период осени-зимы 1941 года. Здесь можно увидеть интерьер жилой комнаты послевоенного периода 1950—1960 годов.
В заключительной части экспозиции отражено развитие района в 1950—1980 годы. Показана деятельность ведущих промышленных предприятий: Конаковской ГРЭС, фаянсового завода им. Калинина, завода стальных конструкций и механизированного инструмента, Завидовских тонкосуконной и фетровых фабрик.

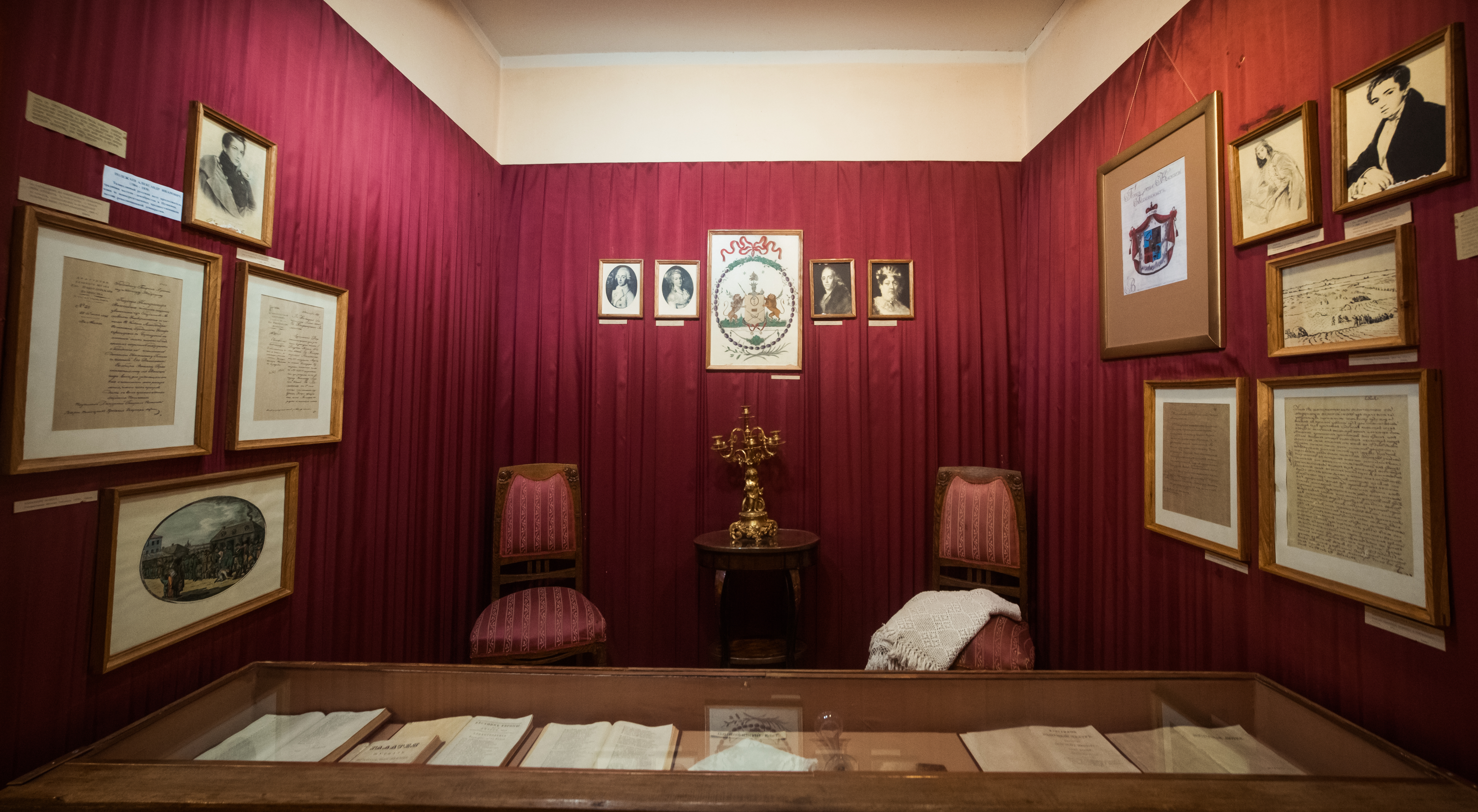
Фрагмент экспозиции Конаковского музея

Особенностью Конаковского краеведческого музея, украшением его экспозиции являются представленные здесь изделия из фаянса — продукция фабрики Ауэрбаха первой половины — середины XIX века, фабрики «Товарищества производства фарфоровых и фаянсовых изделий М.С. Кузнецова», Тверского фаянсового завода им. М.И. Калинина, современная продукция Конаковского фаянсового завода.

## Литература

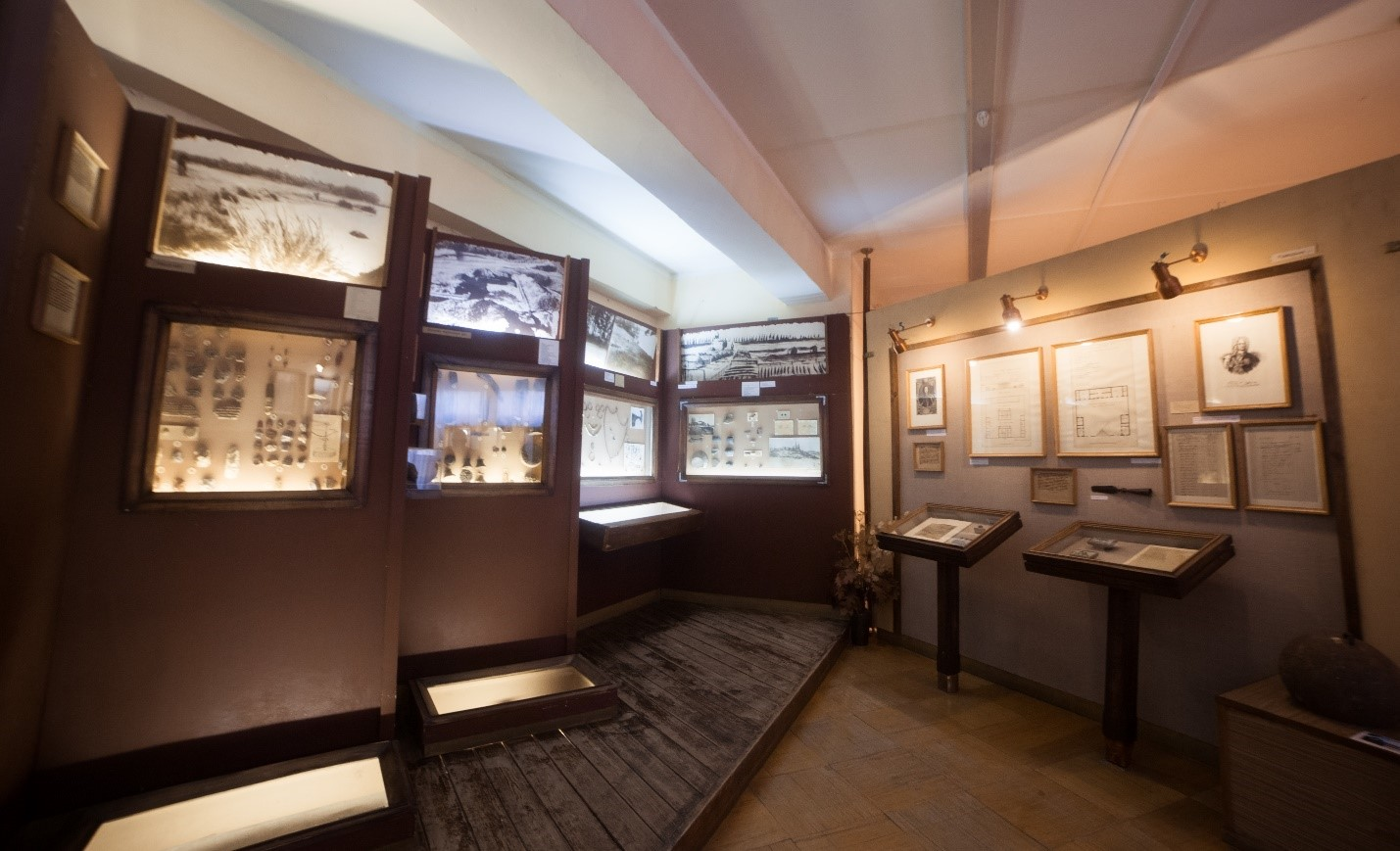
Фрагмент экспозиции Конаковского краеведческого музея